# Oskar Kummetz
Oskar Kummetz (ur. 21 lipca 1891 w Illowo, Prusy Wschodnie, zm. 17 grudnia 1980 w Neustadt an der Weinstraße) – niemiecki wojskowy, generał admirał, dowódca torpedowców, krążowników i szef sztabu marynarki na Bałtyku. Weteran I i II wojny światowej.

## Życiorys
W 1910 roku wstąpił do Kaiserliche Marine. W czasie I wojny światowej służył na okręcie liniowym SMS Posen, jako oficer wachtowy na torpedowcach. Po wojnie kontynuował karierę w Reichsmarine.
W latach 1934–1937 był dowódcą torpedowców, a od 1938 roku był szefem sztabu floty na Bałtyku. W latach 1939–1942 był szefem broni torpedowej. W kwietniu 1940 roku podczas ataku na Norwegię (operacji Weserübung) w stopniu kontradmirała dowodził 5. zespołem, który miał zająć Oslo, lecz zaskoczenie nie powiodło się i flagowy krążownik „Blücher” został w nocy 9 kwietnia zatopiony przez norweskie baterie, a Kummetz trafił na niecałą dobę do niewoli norweskiej. Od 1942 do 1943 był dowódcą krążowników i głównodowodzącym grupy bojowej, której główne siły były skoncentrowane w północnej Norwegii. Od 1 marca 1944 roku pełnił funkcję głównodowodzącego sztabu floty na Bałtyku.
Po wojnie został schwytany przez Brytyjczyków i zwolniony 30 listopada 1946 roku.

## Awanse
- 15 kwietnia 1911 – chorąży marynarki (Fähnrich zur See)[3]
- 27 września 1913 – podporucznik marynarki (Leutnant zur See)[3]
- 22 marca 1916 – porucznik marynarki (Oberleutnant zur See)[3]
- 1 stycznia 1921 – kapitan marynarki (Kapitänleutnant)[3]
- 1 grudnia 1928 – komandor podporucznik (Korvettenkapitän)[3]
- 1 lipca 1934 – komandor porucznik (Fregattenkapitän)[3]
- 1 kwietnia 1936 – komandor (Kapitän zur See)[3]
- 1 stycznia 1940 – kontradmirał (Konteradmiral)[3]
- 1 kwietnia 1942 – wiceadmirał (Vizeadmiral)[3]
- 1 marca 1943 – admirał (Admiral)[3]
- 16 września 1944 – generał admirał (Generaladmiral)[3]

## Odznaczenia
- Krzyż Żelazny
  - II klasa (1916)[3]
  - I klasa (1919)[3]
- Krzyż Węgierski Zasługi
- Wehrmacht−Dienstauszeichnung (1936)[3]
  - IV klasa
  - I klasa
- Krzyż Rycerski
  - II klasa